# Dear Boss
A carta "Dear Boss" foi uma mensagem alegadamente escrita pelo notório assassino em série vitoriano conhecido como Jack, o Estripador. Foi carimbado e recebido em 27 de setembro de 1888, pela Central News Agency de Londres. Foi encaminhada para Scotland Yard em 29 de setembro.

## Conteúdo
Escrito em tinta vermelha, a mensagem, como a maioria das muitas alegadas cartas do Estripador que se seguiram, contêm erros de ortografia e pontuação. Se lê:

Querido Chefe

Eu continuo ouvindo que a polícia me pegou, mas eles não vão me corrigir ainda. Eu ri quando eles pareciam tão inteligentes e falavam sobre estarem no caminho certo. Aquela piada do "Avental de Couro" me deu ataque de risos. Estou atrás das putas e não deixarei de estripá-las até que eu esteja farto. O último foi um trabalho grandioso. Eu nem dei à senhorita tempo para gritar. Como eles vão me pegar agora? Eu amo meu trabalho e quero começar novamente. Em breve ouvirão falar de mim com meus joguinhos divertidos. Guardei alguma substância vermelha em uma garrafa de cerveja de gengibre para escrever, mas estava tão espessa como cola e não pude usá-la. A tinta vermelha é boa o suficiente, espero, ha, ha. No próximo trabalho cortarei as orelhas das senhoritas e as enviarei à polícia para me divertir. Mantenha esta carta em segredo até que eu tenha feito um pouco mais de trabalho e depois publique-a logo de cara. Minha faca é tão bonita e afiada que quero começar a trabalhar agora mesmo, se eu tiver uma chance. Boa sorte. Sinceramente seu,

Jack, o Estripador.

Não se incomode por eu estar dando meu nome profissional. Não estava bem o suficiente para enviar isto antes de tirar toda a tinta vermelha das minhas mãos. Maldita seja. Sem sorte ainda, agora dizem que sou médico, ha, ha. 

| “ | Dear Boss, I keep on hearing the police have caught me but they wont fix me just yet. I have laughed when they look so clever and talk about being on the right track. That joke about Leather Apron gave me real fits. I am down on whores and I shant quit ripping them till I do get buckled. Grand work the last job was. I gave the lady no time to squeal. How can they catch me now. I love my work and want to start again. You will soon hear of me with my funny little games. I saved some of the proper red stuff in a ginger beer bottle over the last job to write with but it went thick like glue and I cant use it. Red ink is fit enough I hope ha. ha. The next job I do I shall clip the ladys ears off and send to the police officers just for jolly wouldn't you. Keep this letter back till I do a bit more work, then give it out straight. My knife's so nice and sharp I want to get to work right away if I get a chance. Good Luck. Yours truly Jack the Ripper Dont mind me giving the trade name PS Wasnt good enough to post this before I got all the red ink off my hands curse it No luck yet. They say I'm a doctor now. ha ha | ” |

## Resposta da polícia
Inicialmente a carta foi considerada apenas sendo uma das muitas hoaxes, mas quando o corpo de Catherine Eddowes foi encontrado com uma orelha cortada em 30 de setembro, a promessa do escritor para "cortar as orelhas das senhoritas" atraiu a atenção. A Polícia Metropolitana publicou folhetos com fac-símiles disso e do cartão-postal Saucy Jacky (que se refere à mensagem anterior e foi recebida antes de primeiro se tornar de conhecimento público) esperando que alguém pudesse reconhecer a escrita manual, mas nada veio deste esforço. Muitos jornais também reproduziram o texto no todo ou em parte. Essas duas mensagens ganharam notoriedade em todo mundo após sua publicação. Foi a primeira vez que o nome "Jack, o Estripador" foi usado para o assassino, e o termo capturou a imaginação do público. Logo centenas de outras cartas afirmando ser de "Jack, o Estripador" foram recebidas, a maioria copiando frases-chave dessas cartas.

## Eventos tardios
Após os assassinatos, oficiais da polícia afirmaram que eles acreditavam que esta carta e o cartão-postal eram hoaxes de um jornalista local. Um jornalista relatou ter confessado que ele tinha escrito e outras mensagens pretendidas para ser do Estripador em ordem "de manter os negócios vivos".
Estas suspeitas não foram bem publicadas, e a ideia que o assassino tinha enviado mensagens provocando a polícia se tornou uma das mais duradouras lendas do caso do Estripador. Estudiosos modernos estão divididos em quais, se qualquer, das cartas deveriam ser consideradas genuínas, mas a carta "Dear Boss" é uma das três nomeadas mais frequentemente como potencialmente tendo sido escritas pelo assassino. Um número de autores têm tentado avançar suas teorias por amostras de comparação de caligrafia de seus suspeitos da escritura encontrada nessa carta.
Como muitos itens relacionados ao caso do Estripador, a carta "Dear Boss" desapareceu dos arquivos da polícia não muito após a investigação terminar. Pode ter sido mantida como um souvenir por um dos oficiais investigatórios. Foi retornada anonimamente para a Metropolitan Police em 1987, após a Scotland Yard recordar todos os documentos de seu arquivo do Public Record Office, agora Os Arquivos Nacionais, em Kew. O retorno dos documentos foi anunciado em 1988.
Em 1993 a escrita manual da carta Dear Boss foi comparada para aquela do suposto diário de James Maybrick. O relatório notou que as "características da carta Dear Boss seguiram de perto o estilo de escrita Round hand da época e exibiu uma boa habilidade de escrita.